# Die Hexe ohne Besen
Die Hexe ohne Besen ist eine spanisch-US-amerikanische Fantasy-Komödie aus dem Jahr 1967. Deutsche Erstaufführung war am 8. September 1967.

## Handlung
An der Universität von Madrid lehrt Professor Logan, der ein wenig an Realitätsverlust leidet. Er wird von der in ihn verliebten Hexe Marianna zu ihr ins 15. Jahrhundert gebeamt. Rückkehr ist nur mit Hilfe ihres Vaters Wurlitz, eines toledischen Hexenmeisters, möglich, der allerdings zu einer Tagung verreist ist. So versuchen die beiden, mittels eines Zeit-Raum-Experiments ihm zu folgen, landen aber in der Vorzeit, im 1. Jahrhundert in Rom, wo sie versklavt werden und ein Pferderennen gewinnen, und im Jahr 1999, wo die nur weiblichen Überlebenden eines Krieges mit Logan ein neues Geschlecht gründen wollen. Marianna gelingt es, ihren Vater ausfindig zu machen, und lässt sich und Logan auf ewig ins 20. Jahrhundert versetzen.
Logan erwacht in einem Krankenbett, wo er halluziniert zu haben scheint. Seine Krankenschwester ist Marianna.

## Kritik
„Was sich in der Kürze ganz witzig anhört und eine tolle Persiflage (…) hätte werden können, geriet jedoch zu einer müden Schlafpille. Thema verschenkt.“

„Eine einfältige und verworrene Unterhaltung von dürftiger Machart, viel zu arglos, um aus dem Thema satirisches Kapital zu schlagen.“

„Ein lustiger Hexenfilm, aber ohne Pfiff, der hinter seinen Vorgängern zurückbleibt. Unterhaltsam ab 16.“

## Bemerkungen
Der Film wurde vom Produzenten, dem Amerikaner Sidney Pink, der in Madrid lebte, mit ausschließlich spanischer Crew und ein paar Hollywood-Importen in Spanien gedreht. Entgegen den meisten Angaben, die ihn unter seinem internationalen Titel A Witch without a Broom führen, ist er also keine Hollywood-Produktion. Die erste Klappe fiel am 11. April 1966.